# John Bevere
John Bevere (* 2. lipnja 1959.), popularni protestantski autor vrlo prodavanijih knjiga, uključujući između ostalih, A Heart Ablaze, The Bait of Satan, The Fear of the Lord i Thus Saith The Lord?. John i njegova supruga, Lisa, koja je i sama autorica najprodavanijih knjiga, osnovali su 1990. godine službu John Bevere Ministries. Od tada pa do danas, njihova je služba narasla u mnogostrano izbrušenu međunarodnu službu koja uključuje i tjednu televizijsku emisiju za Europu, The Messenger. John služi na konferencijama i u crkvama podjednako u zemlji i izvan nje. On i Lisa žive u državi Colorado sa svoja četiri sina. Djela Ovako govori Bog?, Bliže Bogu, Nagrada časti, Pod zaštitom i dr.